# Davide Plebani
Davide Plebani (Sarnico, 24 de julho de 1996) é um desportista italiano que compete no ciclismo nas modalidades de pista e rota.
Ganhou uma medalha de bronze no Campeonato Mundial de Ciclismo em Pista de 2019 e uma medalha de prata no Campeonato Europeu de Ciclismo em Pista de 2019, ambas na prova de perseguição individual. Nos Jogos Europeus de 2019 obteve duas medalhas de prata, nas provas de perseguição individual e por equipas.

## Medalheiro internacional
| Campeonato Mundial | Campeonato Mundial         | Campeonato Mundial | Campeonato Mundial      |
| Ano                | Lugar                      | Medalha            | Competição              |
| ------------------ | -------------------------- | ------------------ | ----------------------- |
| 2019               | Pruszków ( Polónia)        | Medalha de bronze  | Perseguição individual  |
| Jogos Europeus     |                            |                    |                         |
| Ano                | Lugar                      | Medalha            | Competição              |
| 2019               | Minsk ( Bielorrússia)      | Medalha de prata   | Perseguição individual  |
| 2019               | Minsk ( Bielorrússia)      | Medalha de prata   | Perseguição por equipas |
| Campeonato Europeu |                            |                    |                         |
| Ano                | Lugar                      | Medalha            | Competição              |
| 2019               | Apeldoorn ( Países Baixos) | Medalha de prata   | Perseguição por equipas |
| Jogos Paralimpicos |                            |                    |                         |
| Ano                | Lugar                      | Medalha            | Competição              |
| 2024               | Paris ( França)            | Medalha de bronze  | Perseguição B (guia)    |